# Jan Kryski

Herb Prawdzic

Jan Kryski herbu Prawdzic (zm. 1525) – kasztelan ciechanowski i zakroczymski.

## Rodzina
Pochodził z zasłużonej mazowieckiej rodziny. Ojciec jego Ninogniew Kryski (1440-1507) pełnił urząd kasztelana raciąskiego, wiskiego i wojewody płockiego, matka Anna Boglewska była córką Jana Boglewskiego, kasztelana czerskiego i wojewody mazowieckiego. Miał liczne rodzeństwo: 6 braci i 5 sióstr, m.in.:  Piotra, kasztelana sierpeckiego i Pawła, wojewody mazowieckiego. Dziad jego od strony ojca Ninogniew z Kryska i Grodzanowa sprawował urząd kasztelana czerskiego, kasztelana warszawskiego, kasztelana i wojewody płockiego. Do rodziny Jana należeli: Jan Węgrzynowski, wojewoda mazowiecki oraz Sławiec Boglewski, kasztelan czerski, ojciec Jakuba (zm. 1466), kasztelana ciechanowskiego, zabitego przez Jana Pieniążka i jego żonę. Jakub Boglewski był pierwszym mężem Doroty Węgrzynowskiej, późniejszej żony Ninogniewa z Kryska i Grodzanowa.
Jan Kryski poślubił Annę Lasocką córkę Jana Lasockiego, kasztelana wyszogrodzkiego. Urodziła ona 10 synów i 6 córek.

## Pełnione urzędy i dobra majątkowe
Od swego ojca otrzymał liczne dobra majątkowe, które zostały mu odebrane za niestawienie się na wojnę. Był dziedzicem Drobina i Grodzanowa. W roku 1517 otrzymał krzesło senatorskie, kasztelana ciechanowskiego. Tuż przed śmiercią został mianowany kasztelanem zakroczymskim, jednak nie wiadomo czy urząd ten został przez niego objęty, gdyż jego dzieci tytułowani są po jego śmierci kasztelanicami i kasztelankami ciechanowskimi.
W roku 1524 został pozwany przez rodzinę Unieckich o zabicie Wacława Unieckiego. Procesował się z nim, jego brat Paweł Kryski, a następnie Dłotowscy.
Podpisał dekret przeciw heretykom.